# Kazimierz Młynarz
Kazimierz Młynarz (ur. 11 stycznia 1933 w Biniewie, zm. 16 listopada 1999) – polski działacz kulturalny i filmowy, publicysta i animator kultury.

## Życiorys
Syn urzędnika kolejowego i powstańca wielkopolskiego Franciszka i Zofii z Gondów. Okupację hitlerowską spędził w Krotoszynie, terminując w zawodzie cukiernika, a także uczęszczając w pierwszym okresie do szkoły niemieckiej dla dzieci polskich. Naukę dokończył w Krotoszynie w 1945, a maturę zdał w Kościanie w 1951. Przebywał w Nowej Hucie, gdzie zdobył tytuł przodownika pracy. Potem przeniósł się do Poznania, gdzie zaczął studiować polonistykę na Uniwersytecie Poznańskim, interesując się w szczególności edytorstwem staropolskim. W 1955 uzyskał stopień magistra na podstawie pracy o unikatach Andrzeja Zbylitowskiego. W latach 1955–1956 był instruktorem poznańskiego Towarzystwa Wiedzy Powszechnej. Jeździł wtedy z wykładami po terenach Wielkopolski. W latach 1957–1965 pracował jako bibliotekarz w Bibliotece Uniwersyteckiej UAM. Od 1956 związany z ruchem dyskusyjnych klubów filmowych. Został prezesem Dyskusyjnego Klubu Filmowego Kamera. W latach 1968–1975 członek Krajowej Rady Artystycznej Kin Studyjnych. Był kierownikiem kina Muza w Poznaniu.
W 1955 debiutował na łamach Gazety Poznańskiej pamfletem na krytyków i recenzentów. Od 1956 do 1957 był członkiem zespołu redakcyjnego czasopisma Wyboje. Od 1960 do 1982 wygłaszał na antenie radia poznańskiego felietony filmowe pod pseudonimem Krzysztof Kazimierski. Od 1 listopada 1965 pracował w redakcji Nurtu (od 1 grudnia 1974 jako redaktor naczelny).
Oprócz działalności dziennikarskiej i felietonistycznej publikował rozprawy z historii kina i filmu, w tym wielkopolskiego. Interesował się kinematografią radziecką, niemiecką i japońską. Inspirował i organizował imprezy filmowe w Poznaniu i Wielkopolsce. Przetłumaczył i opatrzył wstępem książkę Ingmara Bergmana Scenariusze (1973, 1977), a także napisał wstęp do Scen z życia małżeńskiego (1976). Przygotował do publikacji (wraz z Edmundem Makowskim) wspomnienia uczestników kampanii wrześniowej z Wielkopolski (Dni klęski, dni chwały). Napisał wstęp do gwarowych gawęd Stanisława Strugarka Wuja Ceśku opowiada (1977). Był też animatorem ruchu pamiętnikarskiego Wielkopolan i konkursów pamiętnikarskich. Był współzałożycielem Klubu Pamiętnikarzy przy Wielkopolskim Towarzystwie Kulturalnym (1981).

## Odznaczenia
Odznaczony Złotym Krzyżem Zasługi, Medalem KEN, Odznaką Zasłużonego Działacza Kultury, Brązowym Medalem Za zasługi dla obronności kraju, Medalem XXX-lecia PRL, Odznaką Honorową Miasta Poznania, Medalem Marcina Kasprzaka oraz Krzyżem Kawalerskim Orderu Odrodzenia Polski (1985). Był członkiem honorowym poznańskiej Pro Sinfoniki.

## Życie prywatne
Żonaty z Marią Lemke (bibliotekarką, od 1965). Miał z nią dwójkę dzieci: Miłosza (1972 – 2021) i Dobrochnę (1974).